# Ann Smyrner
Ann Smyrner, eigentlich Hanne Smyrner (* 3. November 1934 in Frederiksberg; † 29. August 2016 in Andalusien), war eine dänische Filmschauspielerin, die hauptsächlich in deutsch-österreichischen und italienischen Spielfilmen mitwirkte. 

## Leben
Ihr Vater Poul Smyrner (1899–1978) war einer der führenden Schauspieler am königlichen Staatstheater in Kopenhagen, ihre Mutter war Konzertsängerin. Sie wuchs in Aarhus auf, wo ihre Eltern am Aarhus Teater engagiert waren. Als Teenager betätigte sie sich als Fotomodell.
Smyrner besuchte 1955 und 1956 die Schauspielschule des Aarhus Teaters und debütierte dort als Gulnare im Märchendrama Aladin des dänischen Dichters Adam Oehlenschläger. Mit 21 Jahren erhielt sie den Theaterpreis von Århus. Smyrner kam 22-jährig nach München und wurde nach einer ersten Rolle in Paul Verhoevens Komödie Von allen geliebt (an der Seite von Magda Schneider, Johannes Heesters und Chariklia Baxevanos) 1958 als Titelfigur für den Streifen Lilli – ein Mädchen aus der Großstadt, ausgewählt, obwohl sie noch wenig Deutsch sprach und der Part eigentlich mit einer deutschen Schauspielerin hätte besetzt werden sollen. Es handelte sich um eine Art Kriminalfilm-Parodie um die Bild-Lilli, die in den 1950er Jahren als Comic-Serie in der Bild bekannt wurde und für die die Zeitung einen Wettbewerb auslobte. Durch diesen Film war Smyrners Image als Blondine und Sexbombe für lange Zeit festgelegt.
Insgesamt spielte sie in mehr als 50 Filmen mit, dabei war sie auch in semierotischen B-Produktionen zu sehen. Sie hatte allerdings auch einige ernsthafte Drehs mit namhaften Schauspielern wie Götz George, O. W. Fischer, Lex Barker und Klaus Kinski. Romanze in Venedig (1962) war einer der seltenen Filme, in dem sie die Hauptrolle einer verliebten Frau erhielt.
Smyrner drehte oft in den Cinecittà-Studios in Rom, so auch den Western Die letzte Rechnung zahlst du selbst. Im Botanischen Garten von Kopenhagen drehte sie mit dem amerikanischen Regisseur Sidney W. Pink zwei Science-Fiction-Filme, die heute einen gewissen Kultstatus besitzen, Reptilicus und Journey to the Seventh Planet.
Als ihr dann nur noch kleine Nebenrollen in Musik- und Sexkomödien angeboten wurden, zog sich Ann Smyrner 1972 aus dem Filmgeschäft zurück. Während eines Krankenhausaufenthalts hatte sie ein Bekehrungserlebnis und so begann sie 1973 ein Theologiestudium an der Universität Kopenhagen. Sie verlegte ihren Hauptwohnsitz nach Benalmádena in Spanien. Ann Smyrner schrieb Artikel für dänische Zeitungen vorwiegend zu theologischen Themen und machte Vortragsreisen.
Ihr Freund war seit 35 Jahren der in Dänemark bekannte Journalist Ole Hansen. Sie besaß seit einigen Jahren auch die spanische Staatsbürgerschaft. Vom Schauspielgeschäft völlig zurückgezogen beschäftigte sie sich mit Esoterik und Religion.

## Filmografie (Auswahl)
- 1957: Von allen geliebt
- 1958: Lilli – ein Mädchen aus der Großstadt
- 1959: Hier bin ich – hier bleib ich
- 1959: Das große Messer (TV)
- 1959: Drillinge an Bord
- 1960: Mit 17 weint man nicht
- 1960: Himmel, Amor und Zwirn
- 1960: Pension Schöller
- 1960: Tales of the Vikings (TV-Serie)
- 1960: Die Insel der Amazonen
- 1960: Il peccato degli anni verdi
- 1961: Reptilicus
- 1961: Frau Cheneys Ende
- 1961: Unerwartet verschied…
- 1962: Journey to the Seventh Planet
- 1962: Romanze in Venedig
- 1962: Ohne Krimi geht die Mimi nie ins Bett
- 1962: Drei Liebesbriefe aus Tirol
- 1962: Das Mädchen und der Staatsanwalt
- 1963: Die lustigen Vagabunden
- 1963: Wochentags immer
- 1963: Die schwarze Kobra
- 1963: Das Todesauge von Ceylon
- 1963: Frühstück im Doppelbett
- 1963: Das Haus der Schlangen (Serie)
- 1963: Piccadilly null Uhr zwölf
- 1964: Holiday in St. Tropez
- 1964: Die Verdammten der Blauen Berge (Victim Five)
- 1964: Heirate mich, Chéri
- 1964: Das siebente Opfer
- 1965: Jagd auf blaue Diamanten (Diamond Walkers)
- 1965: Der Mann von Toledo (L’uomo di Toledo)
- 1965: Die Liebesquelle
- 1966: Kommissar X – Drei gelbe Katzen
- 1966: Angélique und der König (Angélique et le roi)
- 1966: Spielplatz
- 1967: Das Haus der tausend Freuden (La casa de las mil muñecas)
- 1967: Perry Rhodan – SOS aus dem Weltall (4 …3 …2 …1 …morte)
- 1967: Die letzte Rechnung zahlst du selbst (Al di là della legge)
- 1967: Heubodengeflüster
- 1968: Paradies der flotten Sünder
- 1968: Rassenschande / Als Liebe ein Verbrechen war (Kiedy milosc byla zbrodnia)
- 1968: Zucker für den Mörder (Un killer per sua Maestà)
- 1969: Warum hab’ ich bloß 2x ja gesagt?
- 1969: Das Go-Go-Girl vom Blow-Up
- 1969: Der Kommissar – Das Messer im Geldschrank (Serie)
- 1969: Weh’ dem, der erbt
- 1970: Das gelbe Haus am Pinnasberg
- 1970: 11 Uhr 20 (TV-Dreiteiler)
- 1971: Zu dumm zum …
- 1971: Tante Trude aus Buxtehude
- 1971: Kreuzfahrt des Grauens (Ore di terrore)
- 1974: Die Fälle des Herrn Konstantin – Palace-Hotel/Monsieur Dubois (Serie)